# Horní mlýn (Zahrádka)
Horní mlýn (u Trsínů, Vaněčkův, Šlechtův) v Zahrádce u Čížkova v okrese Plzeň-jih je vodní mlýn, který stojí na Čížkovském potoce. Je chráněn jako nemovitá kulturní památka České republiky.

## Historie
Mlýn stál pravděpodobně již roku 1560 při dělení zelenohorského majetku mezi bratry Viléma a Hynka ze Šternberka; při tomto dělení je zmíněn Trsínský rybník. V roce 1669 je ve vrčeňské matrice uváděn zahrádecký mlynář Jan Trsín a Urbář zelenohorský uvádí v roce 1681 mlynáře Matěje Trsína.
V roce 1721 jej vlastnil Vít Vaněček. Jan Vaněček měl ve mlýně výčep piva a proto byl osvobozen od roboty. Jedinou dceru Františka Vaněčka Marii si roku 1885 vzal Josef Šlechta, který následně mlýn převzal.
Po roce 1920 se ve mlýně téměř nemlelo. Druhá manželka mlynáře Josefa Šlechty Barbora zemřela bezdětná a mlýn zdědila její neteř. Potomci poté ještě před rokem 1989 prodali mlýn k rekreaci.

## Popis
Mlýnice a dům jsou pod jednou střechou, ale dispozičně oddělené. Dům je zděný, jednopatrový. Dochovaly se v něm původní klenby, krov a černá kuchyně a také torzo obyčejného složení (k roku 1881 měl mlýn 1 české složení).
Voda na vodní kolo vedla náhonem a odtokovým kanálem se vracela zpět do potoka. Z rybníka byla voda vedena potrubím v hrázi do žlábku, na který navazovaly dřevěné vantroky.
Dochovalo se vodní kolo na vrchní vodu od výrobce Františka Mikyšky z Kojetína. V roce 1881 je doloženo 1 kolo o průměru 5 metrů a v roce 1930 jedno kolo na svrchní vodu o průměru 5 metrů, hloubkou korečků 30 cm a šířkou 50 cm (hltnost 0,05 m³/s, spád 4,92 m, výkon 2,1 HP). Roku 2017 bylo vodní kolo obnoveno.